# Кріс Стадсгор
Кріс Стадсгор (дан. Kris Stadsgaard, нар. 1 серпня 1985, Копенгаген) — данський футболіст, що грав на позиції захисника.
Виступав, зокрема, за клуби «Норшелланн» та «Копенгаген», а також національну збірну Данії.
Чемпіон Норвегії. Чемпіон Данії.

## Клубна кар'єра
Народився 1 серпня 1985 року в місті Копенгаген. Вихованець футбольної школи клубу «Нордшелланд». У дорослому футболі дебютував 2002 року виступами за основну команду того ж клубу, в якій провів шість сезонів своєї ігрової кар'єри.
Згодом з 2007 по 2012 рік грав в Італії за «Реджину», в Норвегії за «Русенборг» (з яким виборов титул чемпіона Норвегії), а також в Іспанії у складі «Малаги».
2012 року перейшов до клубу «Копенгаген», за який відіграв 4 сезони, після чого завершив професійну кар'єру.

## Виступи за збірні
2004 року дебютував у складі юнацької збірної Данії (U-20), загалом на юнацькому рівні взяв участь у 2 іграх.
2005 року залучався до складу молодіжної збірної Данії. На молодіжному рівні зіграв у 6 офіційних матчах.
2009 року дебютував в офіційних матчах у складі національної збірної Данії.
Загалом протягом кар'єри у національній команді, яка тривала 5 років, провів у її формі 7 матчів.
| Дата       | Місто              | Господарі | Результат | Гості | Турнір           | Голи | Примітки |
| ---------- | ------------------ | --------- | --------- | ----- | ---------------- | ---- | -------- |
| 12-8-2009  | Бреннбю            | Данія     | 1 – 2     | Чилі  | товариський матч | -    | 68'      |
| 17-1-2010  | Накхонратчасіма    | Польща    | 1 – 3     | Данія | товариський матч | -    | 68'      |
| 20-1-2010  | Накхонратчасіма    | Сінгапур  | 1 – 5     | Данія | товариський матч | -    |          |
| 17-11-2010 | Орхус              | Данія     | 0 – 0     | Чехія | товариський матч | -    | 46'      |
| 14-11-2012 | Стамбул            | Туреччина | 1 – 1     | Данія | товариський матч | -    |          |
| 26-1-2013  | Тусон (Аризона)    | Канада    | 0 – 4     | Данія | товариський матч | -    |          |
| 31-1-2013  | Глендейл (Аризона) | Мексика   | 1 – 1     | Данія | товариський матч | -    |          |
| Усього     |                    | Матчів    | 7         |       | Голів            | 0    |          |

## Титули і досягнення
- Чемпіон Норвегії (1):

«Русенборг»:  2009
- Чемпіон Данії (2):

«Копенгаген»:  2012-13, 2015-16
- Володар Кубка Данії (3):

«Копенгаген»:  2011-12, 2014-15, 2015-16
- Володар Суперкубка Норвегії (1):

«Русенборг»: 2010